# Dvärglåsbräken
Dvärglåsbräken (Botrychium simplex) är en växt, närmare bestämt en ormbunksväxt av familjen låsbräkenväxter. 
I Sverige är dvärglåsbräken fridlyst.